# Dioses, tumbas y sabios

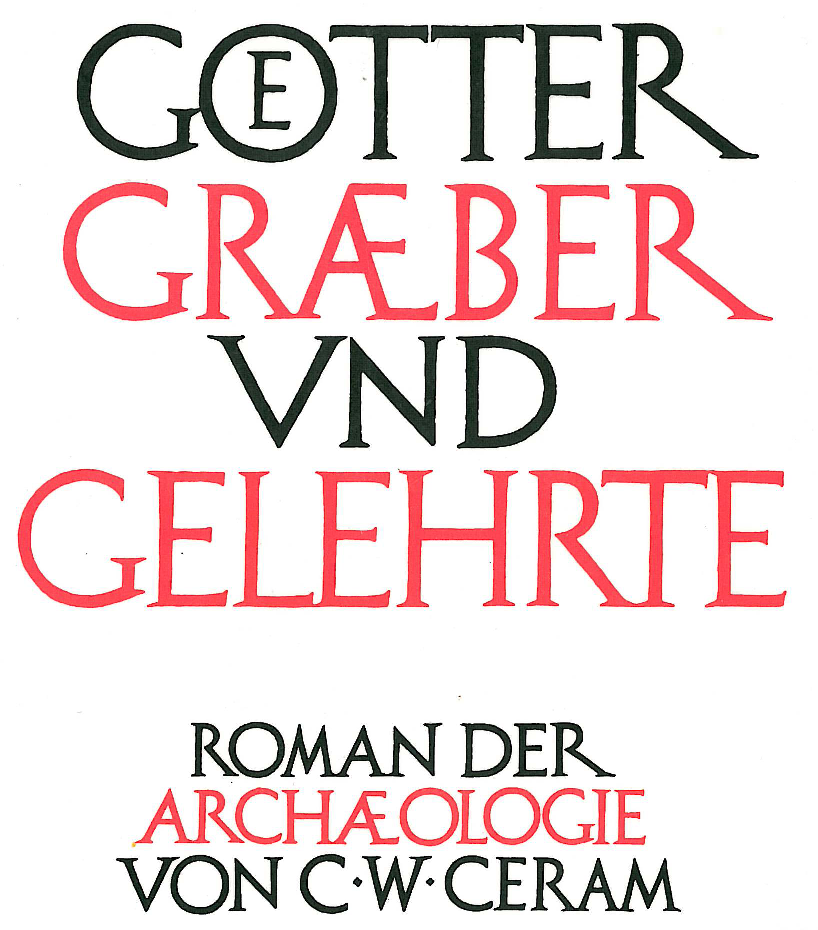
Portada de una edición alemana de Dioses, tumbas y sabios.

Dioses, tumbas y sabios (título original en alemán, Götter, Gräber und Gelehrte) es un libro de divulgación histórica, obra del escritor alemán C. W. Ceram. Se publicó por vez primera en 1949. Tuvo la virtud de acercar al gran público los secretos de la arqueología. Desde su publicación fue un éxito de ventas, traducido a numerosas lenguas, y reimpreso en la actualidad.
Dioses tumbas y sabios se divide en cuatro tomos, dedicados al mundo griego, al Antiguo Egipto, a Mesopotamia y a las civilizaciones precolombinas, respectivamente. Cierra la obra un quinto libro, titulado: Sobre los libros de historia de la arqueología que todavía no pueden escribirse. En la obra se proporcionan apuntes biográficos sobre personalidades de la arqueología, como Heinrich Schliemann, Jean-François Champollion, Paul Emile Botta y Howard Carter.